# Roy Dotrice
Roy Dotrice (26 de maio de 1923 – 16 de outubro de 2017) foi um ator britânico.

## Biografia
Roy nasceu em 26 de maio de 1923 no Reino Unido. Serviu na 2ª guerra Mundial e por muito tempo foi prisioneiro num acampamento alemão. Casou com Kay Newman em 1947, com quem teve três filhos: Michelle, Yvette e Karen. É também famoso por ser um grande narrador. Na televisão, Dotrice ficou famoso por interpretar um dos protagonistas da série Madigan Men.

## Prêmios
- Ganhou uma concessão em 1969 por "Misleading Cases."